# Open Your Heart (The Human League)
Open Your Heart è un singolo del gruppo synthpop britannico The Human League, pubblicato nel 1981 ed estratto dall'album Dare.

## Tracce
- 7"

1. Open Your Heart
2. Non-Stop

## Classifiche
| Classifica (1981) | Posizione massima |
| ----------------- | ----------------- |
| Regno Unito       | 6                 |